# نوبهار (روزنامه)

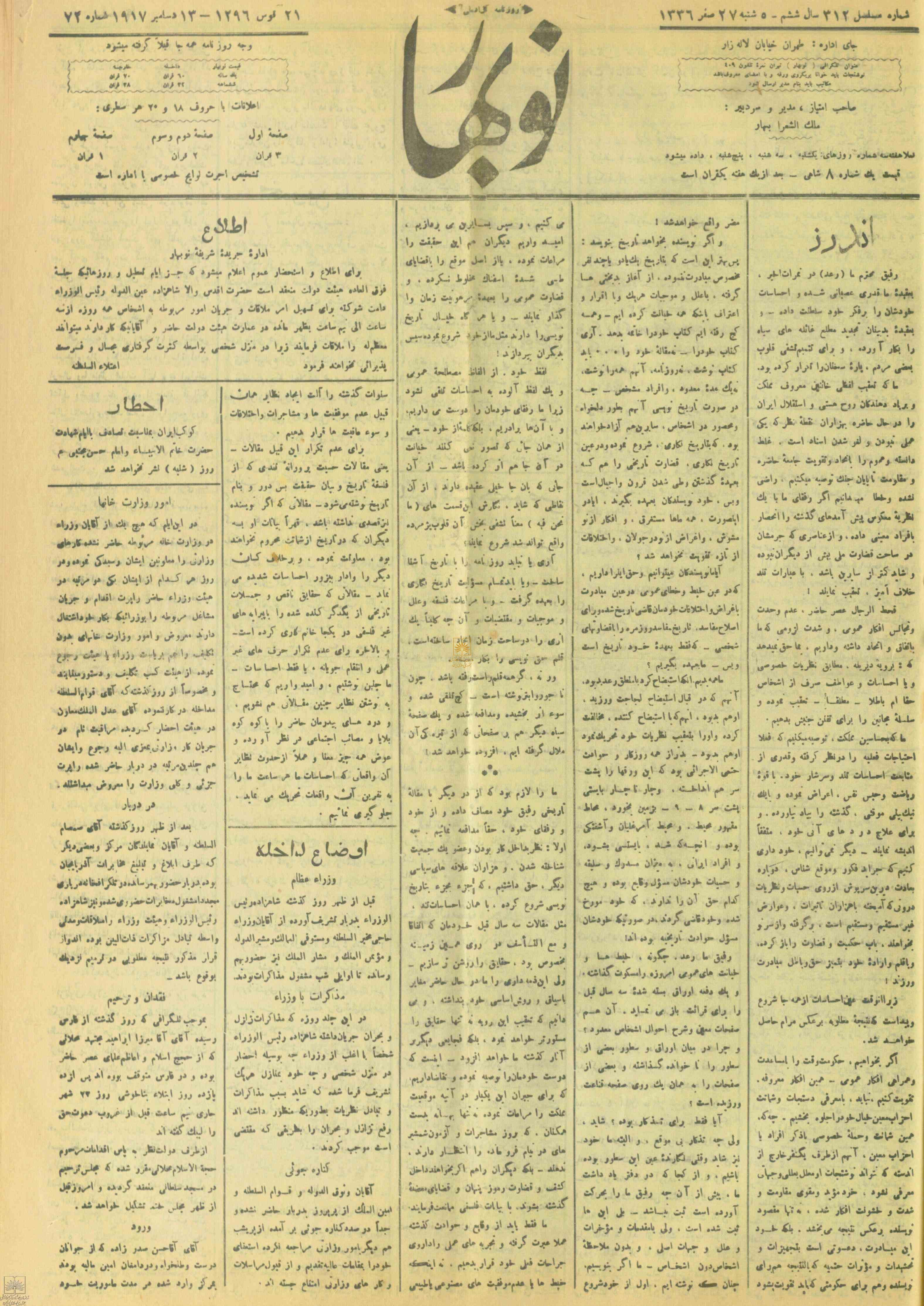
صفحهٔ اول روزنامهٔ نوبهار، شمارهٔ ۷۴، ۱۷ دسامبر ۱۹۱۷، از وبگاه سازمان اسناد و کتابخانهٔ ملی ایران (بیشتر)

روزنامهٔ نوبهار یکی از روزنامه‌های سیاسی و اجتماعی ایران بود که به زبان فارسی و ابتدا در مشهد و سپس در تهران منتشر می‌شد. این روزنامه از اواخر دورهٔ قاجار تا اوایل دورهٔ رضاشاه منتشر می‌شد. مدیر مسئول این روزنامه محمدتقی بهار بود.
حزب دموکرات ایران که پیشروترین جریان سیاسی ضدروسی در ایران بعد از مشروطه بود، با هدف ایجاد کمیتهٔ ایالتی حزب در خراسان و انتشار روزنامه‌ای در آنجا، حیدرخان عمواوغلی را که چندسال پیش از مشروطه در مشهد زندگی و کار کرده بود و از وضعیت آنجا شناخت کافی داشت، از تهران به خراسان فرستاد. به گفتهٔ محمدتقی بهار، پس از سفر حیدرخان عمواغلی، کمیتهٔ ایالتی حزب دموکرات در خراسان تاسیس شد و بهار نیز به عضویت آن درآمد و از شوال ۱۳۲۸ هجری قمری «روزنامهٔ نوبهار که ناشر افکار حزب دموکرات ایران بود» با مدیریت بهار منتشر شد.
برخلاف بسیاری از روزنامه‌های دیگر عصر مشروطه که عمر کوتاهی داشتند، روزنامهٔ نوبهار به دلیل پشتکار محمدتقی بهار، علیرغم تعطیلی و توقیف‌های متعدد، سال‌ها به انتشار ادامه داد.

## انتشار نوبهار در مشهد

### دور اول نوبهار: از ۹ شوال ۱۳۲۸ تا ۲۴ شوال ۱۳۲۹ (۸۰ شماره)
نخستین شمارهٔ سال اول روزنامهٔ نوبهار در ۹ شوال ۱۳۲۸ قمری (۱۲۸۸ شمسی) برابر با ۱۳ اکتبر ۱۹۱۰ در چهار صفحهٔ سه‌ستونی در شهر مشهد و در مطبعهٔ طوس انتشار یافت. این روزنامه بنا به آگهی مندرج در سرلوحهٔ آن، هفته‌ای دو بار منتشر می‌شد. در ذکر روش روزنامه، این عبارت در سرلوحهٔ همه شماره‌ها قید شده است: «نامه‌ای است سیاسی، ادبی، سرگذشتی، اخباری، خواهان یگانگی و فزونی اسلام و اسلامیان و هوادار بزرگ و نیرومندی ایران و ایرانیان». از شماره ۶۵ کلمهٔ «ایرانیان» از این عبارت حذف شد.
مقاله‌های سال اول روزنامهٔ نوبهار و بعد روزنامهٔ جایگزین آن یعنی «تازه‌بهار»، به خاطر شرایط بحرانی ناشی از حضور تجاوزگرانهٔ روس‌ها در ایران، به ویژه در منطقهٔ خراسان (که بعد از قرارداد ۱۹۰۷ حوزهٔ نفوذ روسیه شده بود)، کاملا معطوف به ستیز قلمی با دولت روسیه و آگاه‌کردن مردم از وضعیت خطرناک کشور بود. روزنامهٔ نوبهار خود را به سنگر اصلی مبارزه با روس‌ها و مقابله با مستبدان مشروطه‌ستیز تبدیل کرده بود.
روزنامهٔ نوبهار خود را ناشر افکار حزب دموکرات ایران می‌دانست. این حزب سیاسی پیشرو، دو ویژگی بارز داشت، یکی بیگانه‌ستیزی و دیگری طرفداری از توده‌های فرودست جامعه. این جهت‌گیری در اکثر مطالب روزنامهٔ نوبهار مشهود است.
از دیگر شهرهای ایران به ندرت مطلبی در نوبهار یافت اما از مشهد و شهرهای خراسان می‌توان مطالب متنوع و فراوانی پیدا کرد. امتیاز دیگر روزنامهٔ نوبهار، انعکاس گستردهٔ اخبار شهرهای مختلف آسیای مرکزی و یا به تعبیر همین روزنامه، «ترکستان» است. در هر شماره از سال اول و به ویژه سال دوم نوبهار، می‌توان به اخباری از شهرهایی مانند سمرقند، بخارا، تاشکند، اندیجان، مرو و غیره پیدا کرد. اخبار مذکور از سوی مخبر رسمی خود روزنامه که در ترکستان مستقر بوده ارسال می‌شده است. نوبهار در «ترکستان» هم خواننده داشته است. علاوه بر «ترکستان»، قلمروی امپراتوری عثمانی مورد توجه نوبهار بوده و اخباری از وضع داخلی و خارجی عثمانی نوشته می‌شده است.
در بعضی شماره‌های روزنامهٔ نوبهار، مطالبی در انتقاد از حزب اعتدالیون و «هیأت اتحاد اسلامی» مشهد که قرینهٔ انجمن اسلامی تبریز و حامی ارتجاع و استبداد تلقی می‌شد، منتشر می‌گردید.

نوبهار به تبعیت از حزب دموکرات ایران که مبارزه با روس‌های متجاوز را به عنوان یک وظیفه مقدس ملی تبلیغ و اشاعه می‌کرد، در تحریک افکار عمومی مردم علیه روس‌ها در خراسان نقش موثری داشت و همین امر بارها موجب برانگیختن خشم و نارضایتی کنسول روس در مشهد و تهدیدهای دائمی از سوی او شد. محمدتقی بهار نهایتا در اثر تهدیدها و فشارهای کنسول روس در مشهد ، تصمیم به توقف انتشار نوبهار گرفت و سرمقاله شماره ۷۹ را به «تودیع» اختصاص داد:
اینک خستگی با قصی‌الغایه رسیده و افسردگی رسیده و افسردگی دماغ بی‌نهایت شده است. حملات پی‌درپی اجانب به این ورقهٔ ناقابل و یورش‌های ارتجاعیون به تقویت آنان و مظفریت ما در مقابل آن‌همه هیاهو و قالاقیل، اینک یک آسایش مختصری را به ما اجازت می‌دهد. این است وداع یک نفر رنجبر، یک نفر محنت‌کش، یک نفر خدمتگزار یکه و تنهای این آب و خاک! این است وداع یک نفر محرر جوان که به نام وطن و مسلکش یک‌تنه به میدان هزارها خون دل، بهتان، تکفیر، تهدید، حرمان، خطرات بزرگ داخل شده و اینک با یک خستگی دماغی که مقدمه فنای محررین جوان است، از این معرکه بیرون رفته تا گردش جهان به کدامین کارزارش دعوت کند.
دوستان بهار با این تصمیم او مخالفت کردند و از او خواستند کماکان به انتشار روزنامه ادامه بدهد. بهار شش روز بعد، در سرمقاله شماره ۸۰، ادامه کار نوبهار را اعلام کرد. دور دوم و سوم نوبهار را در مشهد با همان روال سال اول انتشار یافت.

### دور دوم نوبهار با نام «تازه‌بهار»: از ۴ ذیحجه ۱۳۲۹ تا ۲۲ محرم ۱۳۳۰ (۹ شماره و یک طلیعهٔ یک‌صفحه‌ای)
تازه‌بهار هم دارای چهار صفحه سه‌ستونی بود و دوبار در هفته منتشر می‌شد. در روش روزنامه تغییری حاصل نشده و همچنان ناشر افکار حزب دموکرات ایران بود: «ما افادهٔ مرام نمی‌کنیم، مرام ما از تراوشات دوسالهٔ قلم ما هویداست. فقط در ضمن همین یک جمله می‌توان مقاصد حسنهٔ ما را دانست: ترقی ایران با حکومت عامیه».
انتشار تازه‌بهار دقیقا مصادف با یکی از بحران‌های سیاسی سخت دورهٔ مشروطه یعنی بحران اعلام اولتیماتوم دولت روسیه به ایران برای اخراج مستشاران آمریکایی بود. روزنامه‌های وابسته به حزب دموکرات، ستیز قلمی با روس‌ها را که از فتح تهران به این سو آغاز کرده بودند به اوج رساندند. تازه‌بهار هم با انتشار مقالات شدیداللحن علیه مداخلات دولت تزار، پرچم مبارزه با روس‌ها را در خراسان برافراشته نگه داشت. 
تازه‌بهار علاوه بر درج مقاله و شعر برای تحریک مردم به مبارزه و یا «جهاد» با تجاوزگری روس‌ها، در شمارهٔ چهارم ذیل عنوان «و جاهدوا فی سبیل‌الله» به ایرانیان و كليهٔ مسلمانان، لزوم جهاد با کفار را یادآور شد. این مطلب چنان بر کنسول روسیه در مشهد گران آمد که «مکتوبی مستقیما بدون واسطهٔ کارگزاری به ایالت نوشته و توقیف جریدهٔ تازه‌بهار را جدا خواستار شدند. از طرف ایالت نیز چند روزه تعطیل تازه‌بهار به ما اخطار شد».
مدتی بعد مطالب روزنامهٔ تازه‌بهار بار دیگر خشم کنسول روس را برانگیخت و او این بار در نامه به حاکم خراسان «جدا توقیف تازه‌بهار را خواستار شد» و در پایان نوشت «اگر حضرت والا که فرمانفرمای خراسان هستید از توقیف یک‌چنین جریده مهمل عجز دارید، خود دوستار به توقیف آن مبادرت خواهد ورزید». این تهدید موثر واقع شد و قوام‌السلطنه (وزیر داخله) در تلگرافی دستور توقیف تازه‌بهار را صادر کرد. به این ترتیب، روزنامهٔ تازه‌بهار پس از ۹ شماره از انتشار بازماند و محمدتقی بهار همراه ۹ نفر از افراد حزب دموکرات دستگیر و به تهران تبعید شدند.

### دوره سوم نوبهار: از ۷ صفر ۱۳۳۲ تا ۱۰ ذیقعده ۱۳۳۲ (۷۷ شماره)
محمدتقی بهار یک سال بعد از تبعید به تهران بار دیگر به مشهد بازگشت و کمی بعد به فکر انتشار مجدد نوبهار افتاد. با نیرالدوله (والی خراسان) که با پدرش سابقه دوستی داشت ملاقات کرد و اجازه انتشار نوبهار را گرفت اما کنسول روس به والی خراسان پیغام فرستاد که این روزنامه نباید از نو دایر شود. بهار برای رفع این مانع تقاضای دیدار با کنسول روس را کرد.
محمدتقی بهار وقتی در مبارزهٔ سیاسی را به روی خود بسته دید از در مبارزهٔ اجتماعی و فرهنگی وارد شد و در این دوره از روزنامهٔ نوبهار تقریبا فارغ از سیاست به‌ویژه سیاست خارجی، به نوشتن در موضوعات اجتماعی و فرهنگی و عقیدتی روی آورد. البته در این رویکرد جدید به کار روزنامه‌نگاری، به‌جز مخالفت‌های کنسول روس، یک علت مهم دیگر هم وجود داشت و آن تجربهٔ شکست‌ها و ناکامی‌های پس از مشروطه بود. به ویژه دموکرات‌ها این ناکامی را به شدت احساس می‌کردند. آنها و بیشتر آزادی‌خواهان دیگر تصور می‌کردند که با وقوع انقلاب و مشروطه‌شدن نظام سیاسی، ایران در راه ترقی و پیشرفت قرار خواهد گرفت اما لزوما چنین نشد.
بهار با جلب نظر موافق کنسول روس نسبت به اینکه وارد مسائل سیاسی نخواهد شد، اقدام به انتشار سال دوم نوبهار کرد. نخستین شماره از این دورهٔ نوبهار، در روز ۷ صفر ۱۳۳۲ در چهار صفحهٔ سه‌ستونی در مطبعهٔ طوس مشهد از چاپ درآمد.
محمدتقی بهار در دهمین ماه انتشار روزنامه، در ۱۰ ذیقعده ۱۳۳۲ قمری، با نوشتن سرمقالهٔ مفصل «وداع نوبهار» از تعطیلی روزنامه خبر داد. علت اصلی این اقدام، رفتن محمدتقی بهار به تهران برای حضور در دوره سوم مجلس شورای ملی به عنوان نمایندهٔ شهرهای درگز و کلات و سرخس بود. بهار راجع به ادامهٔ انتشار روزنامه در تهران نوشت: «بهار می‌رود، اما در پی دو کار: اول یک وظیفهٔ بزرگ وجدانی یعنی چیز نوشتن تا آخر عمر، دوم برای یک مسئولیت سنگین ملی یعنی وکالت‌کردن تا دو سال. دیگران از ادای وظیفهٔ اولیهٔ من عاجز و برای قبول مسئولیت ثانویه داوطلبند. اما حیات من در استقبال آن وظیفه رقصان و روح من از عهده‌داری این مسئولیت سنگین، لرزنده و بیمناک است».
محمدتقی بهار، دو ماه و شش روز بعد از تعطیلی سال دوم نوبهار در مشهد، در ۱۶ محرم ۱۳۳۳ قمری، طلیعهٔ نوبهار تهران را منتشر کرد و با انتشار نخستین شمارهٔ آن در ۲ صفر ۱۳۳۳ قمری، دومین فصل روزنامهٔ نوبهار را در تهران دایر کرد.

## انتشار نوبهار در تهران

### دور اول
نوبهار تهران نیز به حزب دموكرات وابستگی داشت. روزنامه‌ سیاسی و خبری و دارای مطالب متنوع دیگر بود از جمله ستون‌هایی با عناوین دارالشورای ملی، وقایع جنگ بین‌المللی، اخبار داخله، مطبوعات خارجه و غیره. مقاله‌های اساسی نو‌بهار به قلم محمدتقی بهار است. پیام ملی این مقاله‌ها، هواداری متین و پیرو افکارعمومی از از دولت‌های محور است.
شمارۀ ۲۲۷ نو‌بهار در سوم ذیقعدۀ ۱۳۳۳ قمری (۲ شهریور ۱۲۹۴) به چاپ رسید و به خاطر چاپ «یک اعلان» از سوی كابینۀ مستوفی‌الممالک توقیف شد. این «اعلان» را ظاهرا شخصی به نام «علی محمد» داده و نوشته بود: «خدایا، پروردگارا، تو به حكمت و مشیت بالغ خود به آلمان بیزمارک، به اتریش مترنیخ، به فرانسه ناپلئون دادی و به ما نیز آنچه لایق و درخور آن بودیم عطا نمودی» و این، توهین به پادشاه تلقی شد. روزنامه ۱۶ روز در توقیف بود و شمارۀ ۲۲۸ در ۲۰ ذیقعده ۱۳۳۳ منتشر شد. در این شماره، قطعۀ محمدتقی بهار خطاب به احمدشاه برای رفع توقیف به چاپ رسید که با این بیت آغاز می‌شود: «پادشاها همی نگویی هیچ/نامۀ نغز نو‌بهار كجاست؟»
دلیل خاموشی نو‌بهار در این دوره، بحران سیاسی ایران، حركت گستاخانۀ سپاهیان روس به سوی پایتخت و مهاجرت اقلیت سیاسی بود. در این حال، محمدتقی بهار در پاسخ به روزنامه‌های هوادار روس و انگلیس و به خصوص روزنامه عصر جدید، مقاله می‌نوشت و وطن‌خواهان را به مقابله با نیروهای متجاوز فرا می‌خواند. بهار نوشته است «در ۶ محرم ۱۳۳۴ نظر به مراسلۀ سفیر روس از طرف كابینۀ آقای مستوفی‌الممالک و مهر و موم شدن محاسبات» روزنامهٔ نوبهار تعطیل شده است. شب قبل از آن، بهار از وثوق الدوله (وزیر مالیهٔ وقت) شنیده بود كه «دیروز شرحی از سفرای روس و انگلیس به ما رسیده است كه نوبهار را توقیف كنیم و مدیرش تبعید گردد.» فردای توقیف، در هفتم محرم ۱۳۳۴، بهار به همراه مهاجران به قم رفت ولی به دلیل واژگونی درشكه، دستش شكست و به تهران بازگشت و خانه‌نشین شد.
مجموعه‌های ناقص این دوره از نو‌بهار در کتابخانه ملی ایران و کتابخانه علامۀ طباطبایی (شیراز) نگهداری می‌شود.

### دور دوم
پس از سفر بهار به قم كه به شكستگی دست و خانه‌نشینی او منجر شد، روزنامهٔ نوبهار توقیف بود و بهار هم اقدامی هم برای رفع توقیف نكرد زیرا وضع سیاسی كشور را برای ادامۀ انتشار آن مناسب نمی‌دید. نوزده ماه بعد، در ۱۹ شعبان ۱۳۳۸، انتشار روزنامه به صورت سه شماره در هفته مجددا آغاز شد و بهار در شمارهٔ اول نوشت: «یگانه مرام این دورۀ جدید - عصر خون و حدید - جلو بردن روح فعالیت و پراتیكی است... هموطنان! سخنوری و لفاظی بس است. كار كنید و حرف نزنید». اما بهار فقط موفق به انتشار ۲۰ شماره از روزنامه شد و كار نوبهار با انتشار شمارۀ ۲۰ سال ششم در ۱۱ مرداد ۱۲۹۶ بار دیگر به توقیف كشید. بهانۀ توقیف، سروده‌‌ای از بهار بود كه در آن شماره به چاپ رسید و بیت نخستینش این است: «پادشاهی بود به عهد قدیم/شیفتهٔ خوردنی و زر و سیم».
یكی از ناظران آن دوره نوشته است: «روزنامۀ نو‌بهار اشعاری درج كرده بود. چون ملک‌الشعرای خراسانی مدیر آن دشمن زیاد دارد، به شاه گفتند این اشعار در قدح و هجو شماست. [نوبهار را] توقیف كردند و خودش را هم می‌خواستند تبعید كنند». بهار می‌گوید: «وزیر داخلۀ وقت به یكی از هم‌مسلكان ما نوشت كه بدون ملاحظه باید مدیر نو‌بهار تا عصر پنجشنبه خود را برای رفتن حاضر كند كه صبح شنبه، خبر نبودن او در قصر صاحبقرانیه منتشر گردد».
اما بهار، بی‌درنگ در تاریخ انتشار شمارۀ بعدی، یعنی سه روز پس از خاموشی اجباری روزنامه‌اش، روزنامۀ زبان آزاد را با امتیاز میرزا جوادخان معاون‌‌السلطنه و با همان ویژگی‌های نوبهار منتشر کرد. زبان آزاد با مدیریت و سردبیری بهار در ۳۵ شماره (۱۴ مرداد تا ۸ آبان ۱۲۹۶) به چاپ رسیده است و همان‌گونه كه در آن روزنامه و نو‌بهار ذکر شده، شماره‌های یادشده را باید ادامۀ نو‌بهار و جزء این دوره از روزنامه دانست.
مجموعه‌های ناقص این دوره از نو‌بهار در كتابخانه علامۀ طباطبایی (شیراز) و كنگرۀ آمریكا ‌نگهداری می‌شود.

### دور سوم
دورۀ سوم نو‌بهار تهران، پس از رفع توقیف روزنامه، به صورت سه شماره در هفته آغاز شد. در‌ ‌‌‌این دوره كه به شمارۀ پی‌درپی ۳۴۸ می‌انجامد، ۵۳ شماره از ۱۰ آبان تا ۲۲ اسفند ۱۲۹۶ انتشار یافت. بهار دربارۀ پایان این دوره نوشته است: «[نوبهار] در‌ حمل [فروردین] ۱۳۳۶ باز‌ به ‌امر‌ كابینۀ آقای مستوفی‌الممالک و وزارت خارجۀ حاج‌مخبرالسلطنه در ضمن تمام مطبوعات ملی توقیف گردید؛ در صورتی كه هیچ فشار و تهدیدی هم از هیچ طرفی نبوده و فقط یك سیاست‌ قادر‌انه‌ای بود‌ كه دولت اتخاذ كرده و‌ عا‌‌‌‌قبت‌‌ به آیین مشئوم حكومت نظامی منجر‌ گردید». باید یادآور شد ‌كه اگرچه بهار در جاهای دیگر نیز همین سخن را تكرار كرده اما آخرین شمارۀ نو‌بهار این دوره پیش از این توقیف دسته جمعی، در ۲۲ اسفند منتشر شده است.
محتوای نو‌بهار را پس از سرمقاله، خبر (با عناوین اوضاع داخله، تلگرافات خصوصی، حوادث خارجی، مطبوعات خارجه)، گوناگون و ادب تشكیل می‌دهد. در بسیاری از شماره‌‌ها یک رباعی سیاسی از محمدتقی بهار چاپ می‌شد. در‌ بخشی‌ از‌ سال ششم، سیاست‌نامه اثر نظام‌الملک طوسی به صورت پاورقی به چاپ می‌رسید. در این دوره، یحیی ریحان و سعید نفیسی از همکاران نوبهار بودند. نو‌بهار این دوره، درگیری‌های عقیدتی زیادی با روزنامهٔ تجدد و روزنامهٔ ستارهٔ ایران داشت.
دولت مستوفی‌الممالک در فروردین ۱۲۹۷ همۀ روزنامه‌ها (به‌جز روزنامه ایران) را تعطیل كرد و نو‌بهار كه در ۲۲ اسفند سال گذشته آخرین شمارۀ دورۀ سوم تهرانش منتشر شده بود هم دیگر نتوانست به انتشار ادامه دهد.
مجموعه‌های ناقص این دوره در کتابخانه ملی ایران، کتابخانه علامۀ طباطبایی (شیراز) و کتابخانه آستان قدس رضوی نگهداری می‌شود.

### دور چهارم
محمدتقی بهار چاپ روزنامۀ نوبهار را بار دیگر از مهر ۱۳۰۱ آغاز کرد. این دوره تا دوم آبان ۱۳۰۲ به صورت هفتگی و در ۳۴ شماره منتشر شد.
در این دوره، ‌نویسندگان نامدار تهران با نوبهار هفتگی همكاری داشتند از جمله عباس اقبال آشتیانی، سعید نفیسی، احمد کسروی و غلامرضا رشید یاسمی. از پاورقی‌های این روزنامه، كتاب دیسیپل (شاگرد) اثر پل بورژه با ترجمۀ رشید یاسمی است. نوشتارهای ادبی بهار و سروده‌های برجسته او مانند دماوندیه، عشق مادر، ‌اندیشه‌های قدیم، ‌دندان، شب و ستایش فردوسی، در این دوره از نوبهار به چاپ رسیده است.
محمدتقی بهار دربارۀ این دورۀ نوبهار نوشته است: «بعد از كودتای ۱۲۹۹ شمسی كه مجلس چهارم دایر گردید و جراید آزاد شدند، باز نوبهار به شكل هفتگی [انتشار یافت]... بعد از یک سال، وقتی مشاهده رفت كه نیات سوئی موجب ایجاد هرج و مرج شده است، خود به صرافت طبع نوبهار را تعطیل كردیم». بهار می‌افزاید كه هنگام تشكیل مجلس پنجم و مجلس ششم «در جراید منسوب به اقلیت چیز می‌نوشتم ولی نوبهار را كه شرط حیاتش آزادی مطلق است دیگر منتشر نكردیم». او در جای دیگر می‌نویسد كه چندی پس از تعطیل نوبهار هفتگی، می‌خواسته یکبار دیگر نوبهار را منتشر کند اما «نظر به شهرتی كه فورا مخالفین من دادند و نشر نوبهار را متعاقب همراهی مادی [سردار سپه] رییس دولت جلوه دادند، از ‌نشر‌ روزنامه منصرف شدم».
مجموعه‌های این دوره از نوبهار در كتابخانه مركزی دانشگاه تهران، مجلس، آستان قدس رضوی، دانشگاه پرینستون و مجموعه‌های ناقصش در‌ كتابخانه مركزی دانشگاه اصفهان، علامۀ طباطبایی (شیراز) و دانشگاه‌ هاروارد نگهداری می‌شود.